# Vermiglio ou La Mariée des montagnes
Pour plus de détails, voir Fiche technique et Distribution.
Vermiglio ou La Mariée des montagnes (Vermiglio) est un film italien réalisé par Maura Delpero et sorti en 2024.
Présenté en compétition à la Mostra de Venise 2024, il remporte le grand prix du jury.

## Synopsis
Trois sœurs, Lucia, Ada et Flavia, vivent dans le village de montagne italien de Vermiglio avec leur père, instituteur au village, leur mère, régulièrement enceinte, et leurs quatre frères. Les sœurs partagent le même lit et échangent certains de leurs secrets. C'est la dernière année de la Seconde Guerre mondiale et le conflit est omniprésent dans les esprits.
Un soldat déserteur blessé, Pietro, est ramené dans le village par un cousin dont il a sauvé la vie. Lucia, la sœur aînée, tombe amoureuse de lui ; ils ont une relation, Lucia se retrouve enceinte et ils se marient.
À la fin de la guerre, Pietro décide, à contre-cœur, de rentrer momentanément dans sa région d'origine, la Sicile, pour revoir ses parents. Il promet d'écrire à Lucia, mais aucune lettre n'arrive. Avant d'accoucher, Lucia apprend par la presse que Pietro était déjà marié en Sicile et que sa première épouse l'a tué en apprenant son double mariage,,.

## Fiche technique
Sauf indication contraire, les informations mentionnées dans cette section peuvent être confirmées par les bases de données cinématographiques IMDb et Allociné,  présentes dans la section « Liens externes ».
- Titre : Vermiglio ou La Mariée des Montagnes
- Titre original : Vermiglio
- Réalisation et scénario : Maura Delpero
- Musique : Matteo Franceschini
- Photographie : Mikhaïl Kritchman
- Montage : Luca Mattei
- Son : Dana Farzanehpour
- Direction artistique : Marina Pozanco
- Décors : Vito Giuseppe Zito et Pirra
- Costumes : Andrea Cavalletto (it)
- Production : Francesca Andreoli, Maura Delpero, Santiago Fondevila Sancet et Leonardo Guerra Seràgnoli (it)
  - Coproduction : Carole Baraton, Pauline Boucheny Pinon, Jacques-Henri Bronckart et Tatjana Kozar
  - Production déléguée : Yohann Comte, David Levine, Pierre Mazars et Nick Shumaker
- Sociétés de production : Cinedora, Charades, Versus Production et Rai Cinema, en coproduction avec RTBF
- Sociétés de distribution : Paname Distribution (France), Lucky Red (it) (Italie)
- Pays de production :  Italie,  France,  Belgique
- Langues originales : italien et ladin
- Genre : drame
- Format : couleur
- Durée : 119 minutes
- Dates de sortie :
  - Italie : 2 septembre 2024 (Mostra de Venise) ; 19 septembre 2024 (sortie nationale)
  - Canada : 9 septembre 2024 (Festival de Toronto) ; 19 mars 2025 (sortie limitée)
  - France : 19 novembre 2024 (Rencontres cinématographiques de Cannes)[4] ; 19 mars 2025 (sortie nationale)
  - Belgique : 19 mars 2025

## Distribution
Sauf indication contraire, les informations mentionnées dans cette section peuvent être confirmées par les bases de données cinématographiques IMDb et Allociné,  présentes dans la section « Liens externes ».
- Tommaso Ragno : Cesare Graziadei, le père
- Martina Scrinzi : Lucia Graziadei, la fille aînée
- Giuseppe De Domenico : Pietro Riso
- Roberta Rovelli (it) : Adele Graziadei, la mère
- Carlotta Gamba : Virginia
- Orietta Gamba : Zia Cesira
- Santiago Fondevila : Attilio
- Rachele Potrich : Ada Graziadei
- Anna Thaler : Flavia Graziadei
- Patrick Gardner : Dino Graziadei
- Sara Serraiocco : Anna Pennisi
- Camilla Pistorello (it) : la femme dans le rêve sicilien

## Distinctions
Sauf indication contraire, les informations mentionnées dans cette section peuvent être confirmées par la base de données cinématographiques IMDb,  présente dans la section « Liens externes ».

### Récompenses
- Mostra de Venise 2024 : Grand prix du jury[5]
- Festival international du film de Chicago 2024 : Gold Hugo
- David di Donatello 2025 : meilleur film, meilleure réalisation, meilleur scénario original, meilleur producteur, meilleur casting, meilleur directeur de la photographie et meilleur son[6]

### Nominations
- Golden Globes 2025 : meilleur film en langue étrangère
- Oscars 2025 : préselection italienne pour l'Oscar du meilleur film international (non retenu dans les nominations finales)

### Sélections
- Mostra de Venise 2024 : sélection en compétition pour le Lion d'or[7]
- Camerimage 2024 : en compétition pour la Grenouille d'or